# Nassarius acutus
Nassarius acutus, tên tiếng Anh: sharp nassa, là một loài ốc biển, là động vật thân mềm chân bụng sống ở biển thuộc họ Nassariidae.